# 立正大學
立正大學（英語：Rissho University），是一所位於東京都品川區的佛教系私立大學。1924年創校，簡稱立正大、立正、RIS。校名出自於日蓮宗的《立正安國論》。
立正大學的前身為設立於1580年（天正8年）的日蓮宗僧侶教育機關「飯高檀林」，坐落在千葉縣匝瑳市中心偏北的丘陵地，其講堂等遺跡現為日本國家指定重要文化財。1872年檀林廢止後遷移至東京芝二本榎，設立日蓮宗小教院；1904年再轉移至谷山丘（現為東京都品川區大崎）設立日蓮宗大學林，1907年改名日蓮宗大學。1924年依日本政府頒發的大學令，改制為立正大學，並以文學部為主陸續設立相關學科。立正大學為日本首都圈內首座設立心理學部、日本私立大學中首座設立歷史學科，以及日本國內首座設立地球環境科學學部的大學。
立正大學目前擁有品川、熊谷兩校區，分別位於東京都品川區與埼玉縣熊谷市。位於品川校區的學部有：心理學部、經營學部、經濟學部、文學部、佛教部、法學部（2014年度以後入學）。位於熊谷校區的學部有：法學部（2013年度以前入學）、地球環境科學部、社會福祉學部。
台灣知名校友有法鼓山創辦人聖嚴法師，和法鼓山現任方丈果暉法師。

## 相關項目
- 日本大学列表

## 外部連結
- 立正大學 （页面存档备份，存于）（日語）